# フーグリー
フーグリー（ベンガル語：হুগলী、Hooghly）は、インドの西ベンガル州、フーグリー県の都市。町にはフーグリー川が流れる。

## 歴史

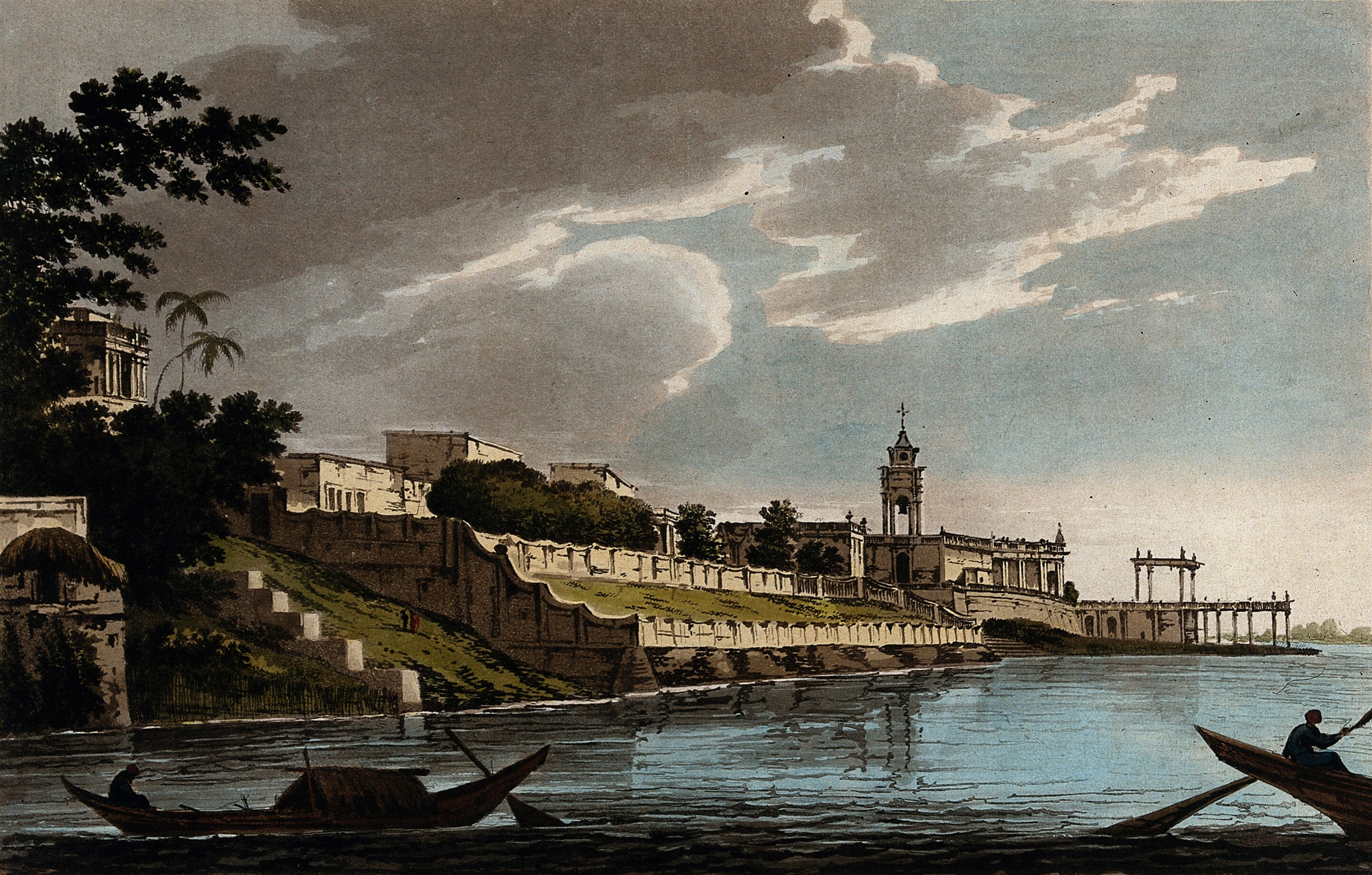
フーグリーのオランダ人居住地

1579年、ポルトガル人がウグリムという町を建設した。これがのちのフーグリーである。
17世紀、ベンガル太守によりこの地域のポルトガル人は一掃された。
1656年、オランダがこの地に工場を建設し、居留地もできた。これらの地域はオランダ領ベンガルとも呼ばれる。
1795年、ナポレオン戦争の際、イギリスがオランダから奪取した。その後、1814年にオランダに返還されたものの、1825年にオランダはスマトラの英領と交換する形でイギリスに明け渡した。

## 地理
フーグリーは北緯22度54分 東経88度23分 / 北緯22.90度 東経88.39度に位置している。
- 北に35キロの地点にコルカタ